# Référendum d'autodétermination des Tokelau de 2007
Le référendum d’autodétermination des Tokelau de 2007 est un référendum qui s’est tenu du 20 au 24 octobre 2007, en présence d’observateurs des Nations unies. Les électeurs tokelauans étaient appelés à voter pour déterminer l’avenir politique de leur pays, actuellement sous souveraineté de la Nouvelle-Zélande. Il s’agissait du second référendum à ce sujet, tenu en raison de l’échec d’un premier référendum identique en 2006.
Bien que soutenue par une majorité des votants, la proposition visant à faire évoluer l’archipel vers un accord de libre association avec la Nouvelle-Zélande — selon le modèle adopté par Niué et les Îles Cook — n’a pas reçu suffisamment de voix pour être adoptée.
Pour que la proposition fût adoptée, il fallait qu’elle fût soutenue par 66 % des suffrages exprimés. Or, 64,4 % des bulletins exprimés (446 voix) étaient en faveur du projet, qui échoua donc à seize voix près. 246 électeurs (35,6 %) votèrent contre la proposition.
En conséquence, le gouvernement néo-zélandais annonça qu’il respecterait la décision du peuple tokelauan, et que le statut des Tokelau ne serait pas modifié à court terme. L’un des porte-paroles de la communauté tokelauane résidant en Nouvelle-Zélande demanda néanmoins un troisième référendum, où 50 % des suffrages suffiraient. Cette demande n'aboutit pas. David Payton, Administrateur des Tokelau, déclara qu'« un temps de réflexion de plusieurs années s’impose. » John Hayes, ancien diplomate néo-zélandais, suggéra que les Nations unies devraient « laisser Tokelau tranquille » : d’après lui, les Tokelauans ne souhaitaient pas modifier le statut de leur territoire, et subissaient une pression de la part du gouvernement néo-zélandais et de l’ONU,.
En mai 2008, Ban Ki-moon, secrétaire général de l’ONU, appelait les puissances coloniales à « compléter le processus de décolonisation dans l’ensemble des seize territoires non autonomes restants, sans exception ». Le New Zealand Herald réagit en suggérant que les Nations unies étaient « apparemment frustrées après leurs deux tentatives ratées pour faire voter les Tokelauans en faveur de l’indépendance. »

## Résultats
| Choix                    | Voix | %      | Quorum |
| ------------------------ | ---- | ------ | ------ |
| Pour                     | 446  | 64,45  | 66,67  |
| Contre                   | 246  | 35,55  |        |
|                          |      |        |        |
| Votes exprimés           | 692  | 99,28  |        |
| Blancs et invalides      | 5    | 0,72   |        |
| Total des votants        | 697  | 100,00 |        |
|                          |      |        |        |
| Abstentions              | 92   | 11,66  |        |
| Inscrits / Participation | 789  | 88,34  |        |

| Votes Pour (64,45 %) |  |  | Votes Contre (35,55 %) |